# 2019年の台風
2019年の台風（2019ねんのたいふう、太平洋北西部及び南シナ海で発生した熱帯低気圧）のデータ。データは基本的に日本の気象庁の情報に基づき、気象庁が熱帯低気圧としていない一部のものについては、合同台風警報センター (JTWC) のみに拠る。
この年、日本では平成から令和への改元が行われたため、5月1日0時（日本時間）までに発生した台風1号と2号は「平成31年台風第○号」で、それ以降に発生した台風3号からは「令和元年台風第○号」で表記する。台風番号は改元に関わらず平成31年からの続き番号とする。
2019年に発生した台風は、平年の25.6個よりも多い29個だった。日本での影響においては、接近数は平年の11.4個より多い15個（統計史上7位）、日本本土への上陸数は平年の2.7個より多い5個（6号、8号、10号、15号、19号が上陸・統計史上5位）と、発生数と日本への接近・上陸数がいずれも平年を上回った。
2018年12月31日に発生した熱帯低気圧が年を跨いで存在した。その熱帯低気圧は1951年の統計開始以来初めて1月1日に台風となった。しかし、一年で海水温が最も低く台風の発生が少ないのは2月であることから、2018年の台風シーズンの延長であると考えられる。その台風1号はその後、約21年（21年と2ヶ月）ぶりとなる越境サイクロンとなった。2月20日に発生した台風2号は、台風が発達しにくい2月にハイペースで発達し、2月としては1951年の統計開始以来初めて「猛烈な」勢力に発達した。
7月末頃から台風の活動が活発になり、7月26日から8月6日までの12日間に5個の台風が発生するなど、記録的なペースで台風が発生していき、8月6日15時から同月7日9時までは台風が同時に3つ存在していた（8・9・10号）。9月以降も例年通り対流活動が活発な状況が続き、9月には6個の台風が発生、11月下旬頃までほぼ1週間に1個以上は台風が発生する状態が続いたため、11月の台風発生数は6個となり、統計史上最多タイの記録となった。
そのうち、日本に影響を及ぼした台風は7月末に各地の花火大会に影響をもたらした台風6号や、宮崎県や大分県に暴風や大雨をもたらした台風8号、2年振りに「超大型」の台風となり、29年ぶりの広島県上陸などの記録を残し、西日本に大きな影響を与えた台風10号、9月に千葉県を中心に暴風の被害を与え、関東史上最強の台風とも呼ばれた台風15号、台風19号などが挙げられる。
特に被害の大きかった台風19号は、東日本および東北地方の広範囲に記録的な豪雨をもたらし、多摩川や千曲川、阿武隈川といった主要河川の氾濫・堤防決壊を引き起こした。一連の豪雨は13都県を大雨特別警報の発表対象に、また7県71河川128箇所を堤防決壊に至らしめ、前年の2018年（平成30年）に気象庁が定めた「台風の名称を定める基準」において浸水家屋数が条件に相当する見込みとなったことから、1977年（昭和52年）9月の沖永良部台風以来、42年1か月ぶりに命名される見通しとなった。政府はこの台風に対し、激甚災害、特定非常災害、大規模災害復興法の非常災害、さらには東日本大震災をも超える数の自治体に災害救助法を適用するなど、極めて異例な事態となった。
2020年2月19日、気象庁は直後から命名される見通しの立っていた台風19号に加え、台風15号についても命名を行い、台風15号を「令和元年房総半島台風」、台風19号を「令和元年東日本台風」と命名した。前述の通り気象庁が台風の命名を行ったのは約42年ぶりであり、さらに同じ年に発生した2つの台風が同庁により命名されたのは、伊勢湾台風および宮古島台風の襲来した1959年以来、約60年ぶりのことであった。

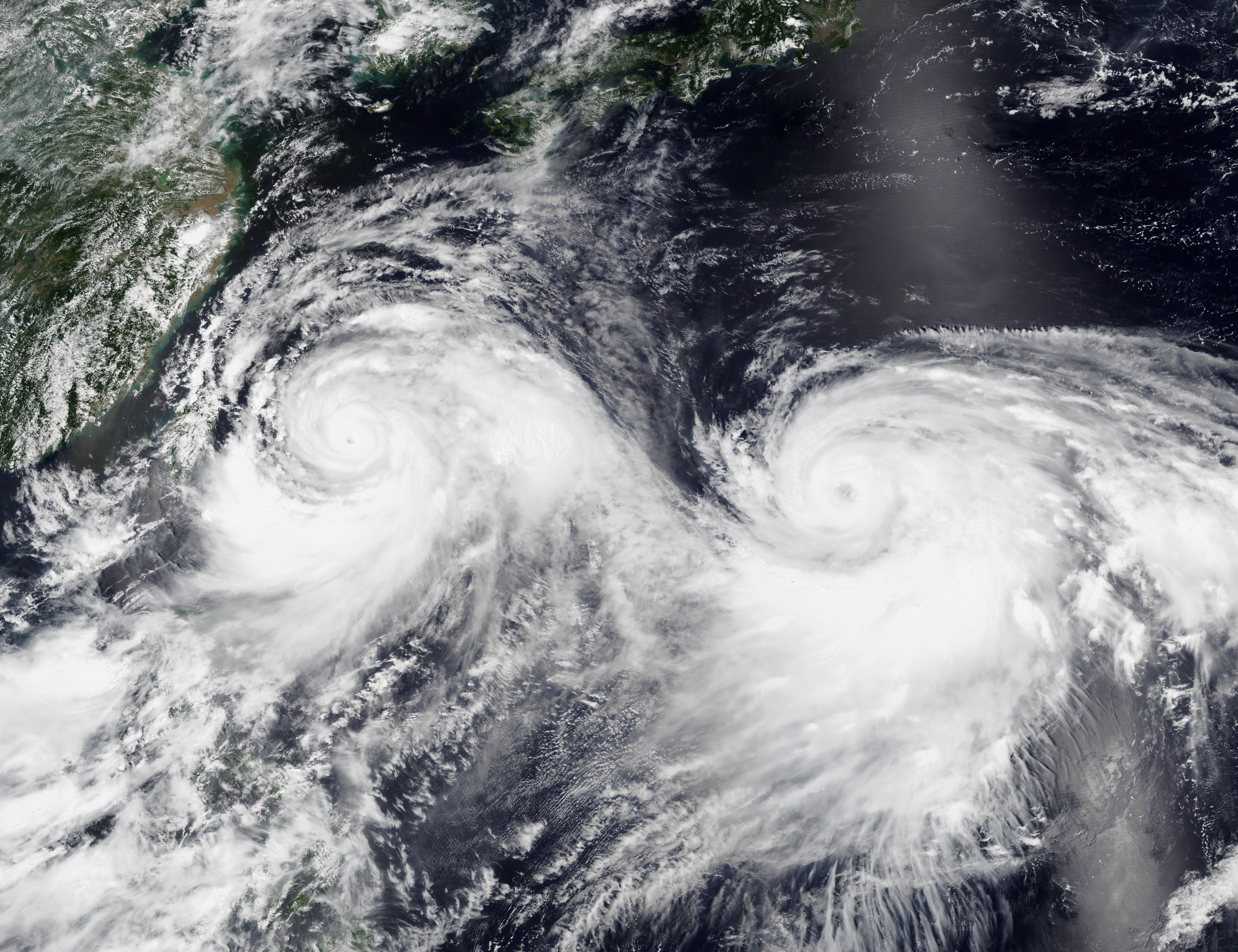
中国へと東シナ海を北上する台風9号と、日本の南を北上する台風10号（8月9日）

## 台風の日本接近数

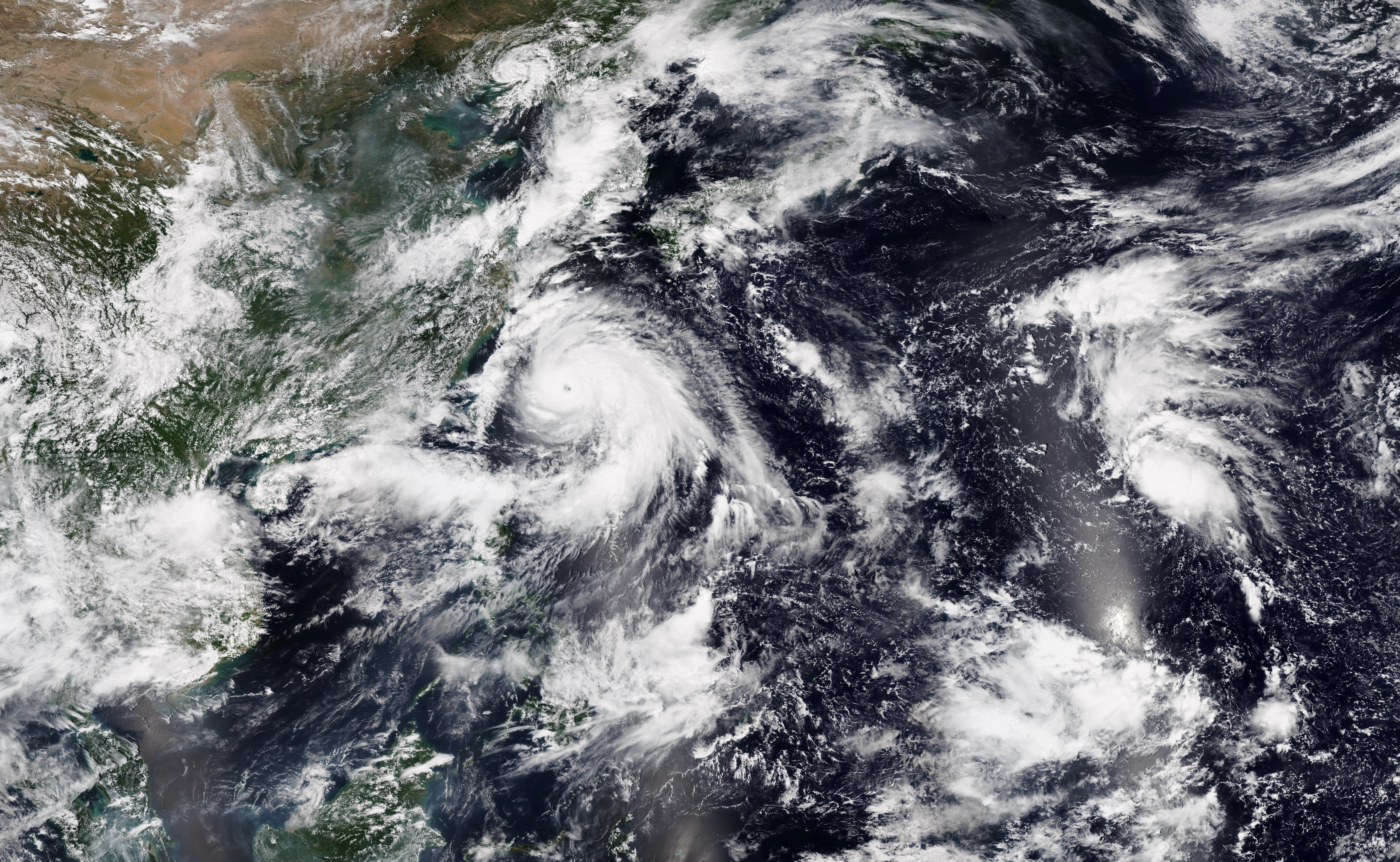
9月5日に西太平洋で同時に3つの熱帯低気圧が存在している。台風14号 (左), 台風13号 (真ん中), 台風15号 (右)。

| 接近数が多い年 | 接近数が多い年                                   | 接近数が多い年 | 接近数が少ない年 | 接近数が少ない年                          | 接近数が少ない年 |
| 順位           | 年                                               | 接近数         | 順位             | 年                                        | 接近数           |
| -------------- | ------------------------------------------------ | -------------- | ---------------- | ----------------------------------------- | ---------------- |
| 1              | 2004年 1966年 1960年                             | 19             | 1                | 1973年                                    | 4                |
| 4              | 2012年                                           | 17             | 2                | 1995年                                    | 5                |
| 5              | 2018年 1955年                                    | 16             | 3                | 1977年                                    | 6                |
| 7              | 2019年 2000年 1997年 1994年 1965年 1961年 1958年 | 15             | 4                | 2020年 2010年 1983年 1979年               | 7                |
|                |                                                  |                | 8                | 2017年 2009年 1998年 1969年 1964年 1951年 | 8                |

## 台風の日本上陸数
| 上陸数が多い年 | 上陸数が多い年                                   | 上陸数が多い年 | 上陸数が少ない年 | 上陸数が少ない年                                        | 上陸数が少ない年 |
| 順位           | 年                                               | 上陸数         | 順位             | 年                                                      | 上陸数           |
| -------------- | ------------------------------------------------ | -------------- | ---------------- | ------------------------------------------------------- | ---------------- |
| 1              | 2004年                                           | 10             | 1                | 2020年 2008年 2000年 1986年 1984年                      | 0                |
| 2              | 2016年 1993年 1990年                             | 6              | 6                | 2023年 2009年 1995年 1987年 1980年 1977年 1973年 1957年 | 1                |
| 5              | 2019年 2018年 1989年 1966年 1965年 1962年 1954年 | 5              |                  |                                                         |                  |

## 月別の台風発生数
| 1月 | 2月 | 3月 | 4月 | 5月 | 6月 | 7月 | 8月 | 9月 | 10月 | 11月 | 12月 | 年間 |
| --- | --- | --- | --- | --- | --- | --- | --- | --- | ---- | ---- | ---- | ---- |
| 1   | 1   |     |     |     | 1   | 4   | 5   | 6   | 4    | 6    | 1    | 29   |

## 「台風」に分類されている熱帯低気圧

### 台風1号（パブーク）
201901・36W
2018年12月30日頃に南シナ海で形成した低圧部に対し、合同台風警報センター（JTWC）は31日5時30分（協定世界時30日20時30分）に熱帯低気圧形成警報（TCFA）を発した。低圧部は31日15時に熱帯低気圧に発達し、JTWCは31日18時（協定世界時31日9時）に熱帯低気圧番号36Wを付番した。その後、36Wは年を跨いだ2019年1月1日15時に南シナ海の北緯6度20分、東経109度55分で台風となり、アジア名パブーク（Pabuk）と命名された。1月1日に台風が発生するのは1951年の統計開始以降初めてであり、この台風は一年の中での発生日時が（統計開始以降）最も早いものとなった。台風はやや発達しながら西に進み、タイランド湾を通過したのち、4日21時頃にタイ南部のクラ地峡に上陸した。その後、5日0時前に東経100度線を通過して気象庁の観測範囲外となったため、台風からサイクロンとなった。台風が東経100度線を通過してサイクロンになるのは、1997年の台風26号以来約21年ぶりである。
なお、東経100度線を通過した直後の勢力はJTWCは最大風速50kt（約25m/s）、気象庁は最大風速23m/sと解析している。それに伴い、インド気象局（IMD）にて、最大風速45kt（約23m/s）のサイクロニック・ストームと解析されている。
IMDは、1月7日午前3時に、アンダマン諸島付近の北緯13度10分、東経92度で熱帯低気圧（デプレッション）に降格したとしている。（ただし、気象庁と分類が違い、ディープ・デプレッションという階級を飛ばしての衰退となっている。）なお、サイクロニック・ストーム・パブーク（サイクロン）としての寿命は51時間であった。
| 順位 | 名称              | 国際名  | 発生日時          |
| ---- | ----------------- | ------- | ----------------- |
| 1    | 平成31年台風第1号 | Pabuk   | 2019年1月1日 15時 |
| 2    | 昭和54年台風第1号 | Alice   | 1979年1月2日 9時  |
| 3    | 昭和30年台風第1号 | Violet  | 1955年1月2日 15時 |
| 4    | 平成30年台風第1号 | Bolaven | 2018年1月3日 9時  |
| 5    | 昭和32年台風第1号 | ‐       | 1957年1月3日 15時 |
| 6    | 平成25年台風第1号 | Sonamu  | 2013年1月3日 21時 |
| 7    | 昭和60年台風第1号 | Fabian  | 1985年1月5日 21時 |
| 8    | 昭和47年台風第1号 | Kit     | 1972年1月6日 9時  |
| 8    | 平成4年台風第1号  | Axel    | 1992年1月6日 9時  |
| 10   | 昭和60年台風第2号 | Elsie   | 1985年1月7日 15時 |

### 台風2号（ウーティップ）
201902・02W・ベティ
2月16日頃にマーシャル諸島近海で形成が始まった低圧部に対し、合同台風警報センター（JTWC）は18日12時（協定世界時18日3時）に熱帯低気圧形成警報（TCFA）を発した。低圧部は19日3時に熱帯低気圧に発達し、JTWCは19日18時（協定世界時19日9時）に熱帯低気圧番号02Wを付番した。その後、02Wは20日3時にマーシャル諸島の北緯5度05分、東経155度05分で台風となり、アジア名ウーティップ（Wutip）と命名された。
台風は初めカロリン諸島近海を西北西に進みながら少しずつ発達し、23日には「非常に強い」勢力となった。その後23日15時から21時までの6時間で中心気圧が25hPa低下する急発達をし、マリアナ諸島近海で中心気圧925hPaと2月としては中心気圧が最も低い台風となった。その後台風は速度を落とし、24日には台風は一旦勢力を落としたものの、25日には台風は再発達し、25日15時には「猛烈な」勢力となり、中心気圧も915hPaにまで低下した。2月中に台風が猛烈な勢力となるのは最大風速のデータがある1977年以降では初めてであるうえ、前述したように1951年の統計開始以来では2月としては中心気圧が最も低い台風となった。その後、台風は26日の夜から急激に弱まり、28日15時にフィリピンの東の北緯18度、東経135度で熱帯低気圧に変わった。
熱帯低気圧に弱まった直後、フィリピン大気地球物理天文局（PAGASA）の熱帯低気圧監視エリアに進入したため、28日18時（フィリピン標準時28日17時）にPAGASAにてフィリピン名ベティ（Betty）と命名されている。
事後解析では、2月23日からの1回目のピーク時の勢力は920hPa・55m/sの「猛烈な」勢力に昇格したが、25日からの2回目のピーク時の勢力が935hPa・50m/sの「非常に強い」勢力に降格している。

平成から令和に改元される直前の4月30日21時までに新たな台風が発生しなかったため、この台風が平成時代最後の台風となった。

### 台風3号（セーパット）
201903・ドドン
6月17日21時にヤップ近海で熱帯低気圧が発生。25日18時（フィリピン標準時25日17時）に、フィリピン大気地球物理天文局（PAGASA）はフィリピン名ドドン（Dodong）と命名した。合同台風警報センター（JTWC）は25日11時（協定世界時25日2時）に熱帯低気圧形成警報（TCFA）を発したが、27日10時（協定世界時27日1時）に取り消した。その後、熱帯低気圧は27日18時に室戸岬沖の北緯31度35分、東経133度35分で台風となり、アジア名セーパット（Sepat）と命名された。台風は本州の南を東に進み、28日15時に日本の東の北緯36度、東経147度で温帯低気圧に変わった。なお、JTWCはこの低気圧を台風（トロピカル・ストーム）ではなく、最大風速40kt（約20m/s）の亜熱帯低気圧（サブトロピカル・ストーム）と解析している。
この台風は、移動速度の速い韋駄天台風であり、平均速度（時速）が統計史上3番目に速い台風となった。

### 台風4号（ムーン）
201904・05W

6月30日頃に南シナ海で形成した低圧部が、7月1日15時に熱帯低気圧に発達。合同台風警報センター（JTWC）は7月2日6時（協定世界時1日21時）に熱帯低気圧形成警報（TCFA）を発した。熱帯低気圧は2日21時に南シナ海の北緯18度55分、東経111度30分で台風となり、アジア名ムーン（Mun）と命名された。発生時点で「大型」の台風であった。JTWCは一度は熱帯低気圧形成警報（TCFA）を取り消したものの、後にトロピカル・ストームに発達したとして4日6時（協定世界時3日21時）には熱帯低気圧番号05Wを付番した。台風は3日頃に海南島、4日頃にベトナムのタイビン省付近に上陸し、4日12時にベトナムの北緯21度、東経106度で熱帯低気圧に変わった。熱帯低気圧は5日3時に消滅した。

### 台風5号（ダナス）
201905・06W・ファルコン
7月11日頃にカロリン諸島で形成が始まった低圧部が、14日9時にヤップ近海で熱帯低気圧に発達。15日6時（フィリピン標準時15日5時）にフィリピン大気地球物理天文局（PAGASA）はフィリピン名ファルコン（Falcon）と命名した。合同台風警報センター（JTWC）は16日7時30分（協定世界時15日22時30分）に熱帯低気圧形成警報（TCFA）を発し、16日18時（協定世界時16日9時）に熱帯低気圧番号06Wを付番した。06Wは16日15時にフィリピンの東の北緯17度05分、東経125度40分で台風となり、アジア名ダナス（Danas）と命名された。

台風は17日15時には「大型」の台風となり、その後少しずつ発達しながら北上し、18日昼頃には石垣島付近を通過した。台風はさらに東シナ海を北上、台風による南西の湿った空気と太平洋高気圧による南東の湿った空気が九州付近で合流し、それによって線状降水帯が形成されて九州を中心に大雨となり、長崎県の五島列島と対馬では20日に大雨特別警報が発表された。20日21時頃には韓国の全羅北道付近に上陸、21日21時に日本海の北緯40度、東経130度で温帯低気圧に変わった。

### 台風6号（ナーリー）
201906・07W
7月24日6時に沖ノ鳥島近海で熱帯低気圧が発生。合同台風警報センター（JTWC）は24日17時（協定世界時24日8時）に熱帯低気圧形成警報（TCFA）を発し、25日12時（協定世界時25日3時）に熱帯低気圧番号07Wを付番した。07Wは26日9時に潮岬の南南東約430キロの北緯29度50分、東経137度05分で台風となり、アジア名ナーリー（Nari）と命名された。台風は日本近海をそのまま北上し、発生から1日も経っていない27日7時頃には三重県南部に上陸した。その後、同日15時に岐阜県の北緯36度、東経137度で熱帯低気圧に変わった。熱帯低気圧は28日9時に温帯低気圧に変わった。
この台風は、7月末に各地の花火大会に影響をもたらした。

またこの台風は、令和時代になってから初めて日本に上陸した台風となった。平成時代に初めて日本に上陸した台風は、1989年の台風6号であったことから、令和初上陸台風と平成初上陸台風はいずれも「台風6号」となった。さらに、これら2つの台風はいずれも東海地方に大雨を降らせたという、台風番号が同じこと以外の共通点もある。

### 台風7号（ウィパー）
201907・08W

7月29日頃に南シナ海で形成した低圧部が、30日9時に熱帯低気圧に発達。合同台風警報センター（JTWC）は30日6時（協定世界時29日21時）に熱帯低気圧形成警報（TCFA）を発し、31日6時（協定世界時30日21時）に熱帯低気圧番号08Wを付番した。08Wは31日9時に南シナ海北部の北緯18度30分、東経113度25分で台風となり、アジア名ウィパー（Wipha）と命名された。台風はゆっくりとした速度で西に進み、8月1日頃に海南島付近に接近、中国広東省湛江市付近に上陸した。台風はさらに西進し、3日にはベトナム北部のクアンニン省付近に上陸した。台風はその後3日21時にベトナムの北緯20度、東経106度で熱帯低気圧に変わった。

### 台風8号（フランシスコ）
201908・09W

8月1日午前に南鳥島近海で形成が始まった低圧部が、同日15時に熱帯低気圧に発達。合同台風警報センター（JTWC）は1日22時30分（協定世界時1日13時30分）に熱帯低気圧形成警報（TCFA）を発し、2日6時（協定世界時1日21時）に熱帯低気圧番号09Wを付番した。09Wは南鳥島近海（北緯19度35分・東経153度05分）で台風となり、アジア名フランシスコ（Francisco）と命名された。台風は少しずつ発達しながら日本の南を西進し、4日昼頃には小笠原諸島に接近した。台風はさらに西進し、5日未明から21時頃にかけてさらに発達、5日15時には「強い」勢力となった。その後、台風は6日5時頃に「強い」勢力で宮崎県宮崎市付近に上陸した。同日昼過ぎには台風は対馬海峡に抜け、7日0時頃に韓国南部に上陸した。台風は7日9時に朝鮮半島（北緯38度・東経129度）で熱帯低気圧に変わった。同日15時には温帯低気圧に変わった。

### 台風9号（レキマー）
201909・10W・ハンナ
7月29日頃にマリアナ諸島近海で形成が始まった低圧部が、8月3日3時にフィリピンの東の海上で熱帯低気圧に発達。合同台風警報センター（JTWC）は3日21時（協定世界時3日12時）に熱帯低気圧形成警報（TCFA）を発し、4日12時（協定世界時4日3時）に熱帯低気圧番号10Wを付番した。フィリピン大気地球物理天文局（PAGASA）は4日0時（フィリピン標準時3日23時）にフィリピン名ハンナ（Hanna）と命名した。10Wは4日15時にフィリピンの東の北緯17度25分、東経131度55分で台風となり、アジア名レキマー（Lekima）と命名された。
台風は7日頃から急速に発達し、8日21時で「猛烈な」勢力となった。台風は猛烈な勢力を保ったまま8日23時頃に多良間島付近を通過した。その後、台風は東シナ海を北西に進み、10日未明に中国浙江省台州市付近に上陸した。台風はさらに華東を北上し、12日には渤海まで到達した。台風は13日3時に華北の北緯37度、東経120度で熱帯低気圧に変わった。
台風が直撃した中国東部では豪雨による土石流で大きな被害が出ている。
なお、事後解析ではピーク時の中心気圧が925hPaに下方修正されている。
アジア名「レキマー」は、この台風限りで引退となった。

### 台風10号（クローサ）
201910・11W
8月4日頃に形成した熱帯擾乱に、合同台風警報センター（JTWC）は5日22時30分（協定世界時5日13時30分）に熱帯低気圧形成警報（TCFA）を発した。熱帯擾乱は5日9時にマリアナ諸島で熱帯低気圧に発達し、JTWCは6日6時（協定世界時5日21時）に熱帯低気圧番号11Wを付番した。11Wは6日15時にマリアナ諸島の北緯18度30分、東経142度50分で台風となり、アジア名クローサ（Krosa）と命名された。発生時点で「大型」の台風であった。
台風ははじめマリアナ諸島近海を北西に進んでいたが、8日頃から11日頃にかけて小笠原諸島近海でほとんど停滞し、8日15時には「非常に強い」勢力となった。その後は徐々に勢力を落とし、11日の昼頃から台風は再び北西に進み始めた。12日15時には2017年の台風21号以来の「超大型」の台風となった。14日6時には強風域が縮小し、「大型」の台風に戻りつつ再発達した。
その後は九州地方や四国地方を暴風域に巻き込みながらゆっくりと北上、同日11時頃に愛媛県佐田岬半島を通過したのち、同日15時頃に広島県呉市付近に上陸した。広島県への上陸は1990年の台風14号以来29年ぶり、統計史上3例目。台風は日本海に抜け、日本海を北上、16日21時に北海道の西の北緯43度、東経138度で温帯低気圧に変わった。
台風接近に伴うフェーン現象の影響で北陸地方などでは14日から15日にかけて気温が上昇し、特に新潟県胎内市中条では15日に40.7℃を記録するなど、記録的な猛暑となった。また、同日同県糸魚川市では1日を通しての最低気温が31.3℃までしか下がらず、同市が持っていた国内の最低気温の最高記録を更新した。
なお、事後解析ではピーク時の中心気圧が965hPa、最大風速が40m/sとそれぞれ下方修正され、「非常に強い」台風から「強い」台風に格下げとなった。

### 台風11号（バイルー）
201911・12W・イネン

8月14日頃にチューク近海で形成が始まった低圧部が、20日9時にヤップ島近海で熱帯低気圧に発達。合同台風警報センター（JTWC）は同日18時30分（協定世界時9時30分）に熱帯低気圧形成警報（TCFA）を発した。その後、フィリピン大気地球物理天文局（PAGASA）は21日0時（フィリピン標準時20日23時）にフィリピン名イネン（Ineng）と命名し、JTWCは21日18時（協定世界時21日6時）に熱帯低気圧番号12Wを付番した。12Wは21日15時にフィリピンの東の北緯15度40分、東経132度20分で台風となり、アジア名バイルー（Bailu）と命名された。台風はフィリピンの東の海上をやや発達しながら北西に進み、24日昼過ぎ頃に台湾南部の台東県と屏東県の付近を通過した。台風はさらに西に進み、台湾海峡を通過し、25日には中国福建省に上陸した。その後台風は26日3時に華南の北緯25度、東経113度で熱帯低気圧に変わった。

### 台風12号（ポードル）
201912・13W・ジェニー
8月22日頃にカロリン諸島付近で形成が始まった低圧部が、25日9時に熱帯低気圧に発達。合同台風警報センター（JTWC）は同日15時（協定世界時6時）に熱帯低気圧形成警報（TCFA）を発し、27日0時（協定世界時26日15時）に熱帯低気圧番号13Wを付番した。フィリピン大気地球物理天文局（PAGASA）は26日18時（フィリピン標準時26日17時）にフィリピン名ジェニー（Jenny）と命名した。13Wは27日9時にフィリピンの東の北緯14度40分、東経127度00分で台風となり、アジア名ポードル（Podul）と命名された。台風は西進して28日0時にはフィリピンのルソン島のアウロラ州に上陸したのち、南シナ海に抜けて海上を進んだ。その後30日3時ごろにベトナムのクアンビン省付近に上陸したが、急速に勢力を弱めて30日15時にタイの北緯17度、東経103度で熱帯低気圧に変わった。

なお、事後解析ではピーク時の最大風速が23m/sから20m/sに下方修正されている。

### 台風13号（レンレン）
201913・15W・リウェイウェイ
8月31日にパラオ近海で低圧部92Wが形成し、同日15時に熱帯低気圧に発達。合同台風警報センター（JTWC）は9月1日4時30分（協定世界時8月31日19時30分）に熱帯低気圧形成警報（TCFA）を発した。フィリピン大気地球物理天文局（PAGASA）は9月1日12時（フィリピン標準時1日11時）にフィリピン名リウェイウェイ（Liwayway）と命名し、JTWCは2日12時（協定世界時2日3時）に熱帯低気圧番号15Wを付番した。15Wは2日9時にフィリピンの東の北緯15度05分、東経126度05分で台風となり、アジア名レンレン（Lingling）と命名された。
台風は徐々に発達しながらフィリピンの東の海上を北上し、5日3時には「非常に強い」勢力となり、同日14時ごろに宮古島付近を通過した。この際、宮古空港では同地点の観測史上1位となる最大瞬間風速61.2m/sを観測した。また、宮古島市下里では最低海面気圧940.5hPaを観測した。その後台風は非常に強い勢力を保ったまま東シナ海を北上、6日頃から勢力を弱め始めたものの、朝鮮半島の西側の黄海をさらに北上、7日15時頃に強い勢力を保ったまま北朝鮮の黄海南道付近に上陸した。上陸後は北東に進み、台風は8日9時にロシアの沿海州の北緯47度、東経131度で温帯低気圧に変わった。

北朝鮮の朝鮮中央通信は、死者5名、全半壊住宅460戸余りおよび公共の建物15棟、浸水農地約4万6200ヘクタールなどの被害が生じたと伝えている。また、韓国では中央災害安全対策本部によれば3名が死亡し約16万世帯が停電したとされる。

### 台風14号（カジキ）
201914・16W・カバヤン

8月30日9時にフィリピンのルソン島の東の海上で熱帯低気圧91Wが発生。合同台風警報センター（JTWC）は9月1日4時（協定世界時8月31日19時）に熱帯低気圧形成警報（TCFA）を発した。フィリピン大気地球物理天文局（PAGASA）は9月1日6時（フィリピン標準時1日5時）にフィリピン名カバヤン（Kabayan）と命名した。熱帯低気圧はバシー海峡から南シナ海に抜けて西進し、2日頃に海南島を通過、その後は南西に進み、3日頃にベトナムのトゥアティエン＝フエ省付近に上陸。3日3時にトンキン湾の北緯16度35分、東経107度35分で台風となり、アジア名カジキ（Kajiki）と命名された。JTWCは3日6時（協定世界時2日21時）に熱帯低気圧番号16Wを付番した。台風は3日9時にはラオスに到達したものの、進路を北東方向に変え、15時には南シナ海に抜けたが、台風はそのまま弱まり3日21時に北緯17度、東経109度で熱帯低気圧に変わった。熱帯低気圧に変わった後も南シナ海を東進し続けていたが、7日21時に台湾の西側付近の南シナ海で消滅した。

### 台風15号（ファクサイ）
201915・14W
8月30日未明（協定世界時29日18時頃）にマーシャル諸島近海の国際日付変更線やや東側で熱帯低気圧90Wが発生し、同日9時（協定世界時30日0時）頃に東経域に進入した。合同台風警報センター（JTWC）は9月1日18時（協定世界時1日9時）に熱帯低気圧形成警報（TCFA）を発し、2日6時（協定世界時1日21時）に熱帯低気圧番号14Wを付番した。14Wは太平洋をしばらく西進した後、5日15時に南鳥島近海の北緯19度35分、東経155度25分で台風となり、アジア名ファクサイ（Faxai）と命名された。
台風は小笠原近海を北西に進みながら徐々に発達し、8日21時には神津島付近で中心気圧955hPa・最大風速45m/sの「非常に強い」勢力となった。この勢力を保ったまま台風は三浦半島に接近、9日3時前に三浦半島付近を通過した。その後台風の中心は東京湾に抜けて北東に進み、9日5時前には千葉県千葉市付近に上陸した。台風が「非常に強い」勢力（JTWCの1分間平均風速ではカテゴリー3相当）を保ったまま関東の至近距離まで接近するのは非常に珍しく、千葉市付近に上陸するときの勢力は中心気圧960hPa・最大風速40m/sの「強い」勢力であったが、関東上陸時の勢力では過去最強クラスとされる。その後は徐々に速度を上げながら東進し、10日15時に日本の東で温帯低気圧に変わった。
千葉県に大きな被害を受けたことから、アジア名「ファクサイ」は、この台風限りで引退となった。
気象庁は2020年2月、この台風について「令和元年房総半島台風」と命名（同年発生した台風19号と共に沖永良部台風以来42年ぶりに命名）した。

### 台風16号（ペイパー）
201916・17W

9月12日頃にマーシャル諸島近海で形成が始まった低圧部が、13日9時に熱帯低気圧に発達、合同台風警報センター（JTWC）は15日6時（協定世界時14日21時）に熱帯低気圧番号17Wを付番した。同日21時、マリアナ諸島近海の北緯17度40分、東経138度0分で台風となり、アジア名ペイパー（Peipah）と命名されたが、24時間後の16日21時には小笠原近海の北緯25度、東経143度で熱帯低気圧に変わり、17日9時には消滅した。

### 台風17号（ターファー）
201917・18W・ニンファ
9月14日頃にマリリンから降格した低圧部が、17日9時に沖縄の南で再び熱帯低気圧に発達。フィリピン大気地球物理天文局（PAGASA）はこれをマリリンとは別の新たな熱帯低気圧と解析し、17日18時（フィリピン標準時17日17時）にフィリピン名ニンファ（Nimfa）と命名した。その後、合同台風警報センター（JTWC）は19日12時（協定世界時19日3時）に熱帯低気圧番号18Wを付番した。18Wは同日15時に沖縄の南の北緯22度25分、東経128度35分で台風となり、アジア名ターファー（Tapah）と命名された。台風は20日21時に「強い」勢力になり、21日未明には沖縄に接近。その後は東シナ海を北上した。九州北部や中国地方を暴風域に巻き込みながら対馬海峡を経て日本海に進み、23日9時に能登沖の北緯38度、東経135度で温帯低気圧に変わった。

### 台風18号（ミートク）
201918・19W・オニョク
9月25日15時にマーシャル諸島近海で発生した熱帯低気圧に対して、合同台風警報センター（JTWC）は26日23時30分（協定世界時26日24時30分）に熱帯低気圧形成警報（TCFA）を発し、27日18時（協定世界時27日9時）に熱帯低気圧番号19Wを付番した。19Wは西進してフィリピン大気地球物理天文局（PAGASA）の監視エリアに進入し、28日6時（フィリピン標準時28日5時）にフィリピン名オニョク（Onyok）と命名した。その後、同日9時にフィリピンの東の北緯15度25分、東経132度5分で台風となり、アジア名ミートク（Mitag）と命名された。台風は北上して29日9時に「強い」勢力となり、その後30日から10月1日にかけて台湾や華東沿岸に接近し、さらに黄海を北上して2日深夜に韓国南西部に上陸した。その後東進して日本海へ抜け、3日15時に北緯38度、東経131度で温帯低気圧に変わった。
台風が上陸した韓国では、少なくとも10人の死者が確認されている。日本でも西表島と高知県を中心に豪雨になった。

なお、台風は先島諸島を通過したため、「台風18号」は8年連続で日本に接近・上陸した台風となった。

### 台風19号（ハギビス）
201919・20W
10月1日頃にマーシャル諸島近海で形成が始まった低圧部が、5日3時に熱帯低気圧に発達。合同台風警報センター（JTWC）は同日11時30分（協定世界時5日2時30分）に熱帯低気圧形成警報（TCFA）を発し、18時（同9時）に熱帯低気圧番号20Wを付番した。20Wは6日3時に南鳥島近海の北緯15度5分、東経158度10分で台風となり、アジア名ハギビス（Hagibis）と命名された。
台風は平年値よりも高い海水温の領域を通過しながら急速に発達し、7日18時には、同時刻までの24時間の気圧低下77hPaを記録。発生から僅か39時間で中心気圧915hPaの「猛烈な」勢力になった。10日21時に非常に強い勢力へ降格したが、小笠原諸島に接近。北上を続けた19号は12日19時前に中心気圧955hPa、最大風速40m/sの強い勢力で静岡県伊豆半島に上陸した。13日12時に北緯41度、東経147度で温帯低気圧に変わった。
台風19号から変わった温帯低気圧は北東進しながら急発達し、最低気圧が952hPaとなり14日夜にベーリング海に到達。その後も衰弱しながらベーリング海を進み続けたが、23日15時に東経域からやってきた別の低気圧に吸収され、消滅した。
上陸前から台風による影響が懸念されていた東日本では、12日に首都圏を中心に公共交通機関の計画運休が実施された。台風は広範囲で台風接近前から猛烈な雨と風をもたらし、同日から13日にかけて東京都、埼玉県、神奈川県、静岡県、山梨県、群馬県、長野県、茨城県、栃木県、新潟県、福島県、宮城県、岩手県の13都県で大雨特別警報が発表された。信濃川、阿武隈川、多摩川など100以上の河川で氾濫や決壊が発生した。
なお、台風19号が猛烈な勢力を維持した期間は7日21時から10日21時までの72時間となり、第1位の昭和53年台風第26号の96時間、第2位の平成30年台風第22号の90時間、第3位の平成16年台風第16号の78時間に次いで、第4位を記録した。
このような大きな被害を受けたことから、アジア名「ハギビス」
は、この台風限りで引退となった。

気象庁が定めた「台風の名称を定める基準」において、浸水家屋数が条件に相当する見込みとなったため、沖永良部台風以来42年ぶりに命名される見通しとなり、同庁は2020年2月、この台風について「令和元年東日本台風」と命名（同年発生した台風15号と共に命名）した。

### 台風20号（ノグリー）
201920・21W・パーラ
10月16日9時にフィリピンの東で発生した熱帯低気圧に対して、合同台風警報センター（JTWC）は16日6時（協定世界時15日21時）に熱帯低気圧形成警報（TCFA）を発し、フィリピン大気地球物理天文局（PAGASA）は同日12時（フィリピン標準時16日11時）にフィリピン名パーラ（Perla）と命名した。その後、JTWCは17日0時（協定世界時16日15時）に熱帯低気圧番号21Wを付番した。21Wは18日3時に北緯19度40分、東経129度30分で台風となり、アジア名ノグリー（Neoguri）と命名された。台風は予想よりも発達し、19日12時には「強い」勢力となった。その後は沖縄の東海上を北東進し、21日18時に四国沖の北緯32度、東経135度で温帯低気圧に変わった。

### 台風21号（ブアローイ）
201921・22W
10月17日頃にマーシャル諸島近海で形成が始まった低圧部が、18日15時に熱帯低気圧に発達し、合同台風警報センター（JTWC）は19日0時30分（協定世界時18日15時30分）に熱帯低気圧形成警報（TCFA）を発し、12時（協定世界時19日3時）に熱帯低気圧番号22Wを付番した。22Wは同日21時にトラック諸島近海の北緯10度40分、東経153度55分で台風となり、アジア名ブアローイ（Bualoi）と命名された。台風は22日3時から同日9時までの6時間で中心気圧が20hPaも低下するなど急発達をし、中心気圧935hPa、最大風速50m/sの「非常に強い」勢力となりピークを迎えた。その後24日に父島などに最接近し、25日21時に日本の東の北緯35度、東経150度で温帯低気圧に変わった。

日本付近を通過した亜熱帯低気圧と台風の湿った空気の影響で、25日は関東・東北地方では大雨となり、特に千葉県と福島県では河川の氾濫や浸水被害が相次いで発生するなど、大きな被害が出た。

### 台風22号（マットゥモ）
201922・23W
10月25日頃にパラオの南で形成が始まった低圧部が、28日15時にパラワン島付近で熱帯低気圧に発達。合同台風警報センター（JTWC）は29日6時30分（協定世界時28日21時30分）に熱帯低気圧形成警報（TCFA）を発した。30日3時に南シナ海の北緯13度30分、東経112度55分で台風となり、アジア名マットゥモ（Matmo）と命名されたのち、JTWCは同日6時に熱帯低気圧番号23Wを付番した。台風は31日未明にベトナム南部に上陸し、同日12時にはカンボジアの北緯北緯13度、東経106度で熱帯低気圧に変わった。
23Wはその後あまり衰退せずに西進し、11月1日のうちに東経100度線を越えて気象庁の監視範囲外に出た。2日から4日にかけてアンダマン海を通過し、JTWCは6日に再びTCFAを発した。同日17時、インド気象局（IMD）はディープ・デプレッションに発達したとしたのち、JTWCによれば7日3時にはトロピカル・ストームに再昇格している。IMDは現地時間（IST）23時30分（日本時間8日3時）にサイクロニック・ストームの基準を満たしたとして、国際名ブルブル（Bulbul＝パキスタン語で「うぐいす」の意）と命名した。
一方、JTWCはTropical Storm Matmo（トロピカル・ストーム・マットゥモ）と表し、アジア名の使用を継続した。この表記は次の発表時にTropical Cyclone Matmo（トロピカル・サイクロン・マットゥモ）に改められた。
11月8日IMDは現地時間（IST）2時にSCS（シビア・サイクロニック・ストーム）に昇格したとした。その12時間後にIMDはVSCS（ベリー・シビア・サイクロニック・ストーム）に昇格したとした。同時刻にJTWCは、カテゴリー１に到達したとした。

### 台風23号（ハーロン）
201923・24W
10月31日頃にマーシャル諸島近海で形成が始まった低圧部が、11月2日9時に熱帯低気圧に発達。合同台風警報センター（JTWC）は同日18時（協定世界時2日12時）に熱帯低気圧形成警報（TCFA）を発し、3日0時（協定世界時2日15時）に熱帯低気圧番号24Wを付番した。同時刻に北緯13度20分、東経156度55分で台風となり、アジア名ハーロン（Halong）と命名された。
台風はゆっくりと北上しながら、5日21時までの24時間で中心気圧が65hPaも低下するなど急発達を見せ、本年最強となる中心気圧905hPa、最大風速60m/sの「猛烈な」勢力に発達した。9日9時には日本のはるか東の北緯32度、東経161度で温帯低気圧に変わった。

11月に猛烈な勢力になるのは2013年の台風30号以来約6年ぶりである。

### 台風24号（ナクリー）
201924・25W・キエル
11月1日頃にミンダナオ島の東で形成が始まった低圧部に対し、合同台風警報センター（JTWC）は4日12時30分（協定世界時4日3時30分）に熱帯低気圧形成警報（TCFA）を発し、同日21時に南シナ海で熱帯低気圧に発達。フィリピン大気地球物理天文局（PAGASA）は5日12時（フィリピン標準時5日11時）にフィリピン名キエル（Quiel）と命名した。同日21時に北緯13度40分、東経115度50分で台風となり、アジア名ナクリー（Nakri）と命名された。その後、JTWCは6日6時（協定世界時5日21時）に熱帯低気圧番号25Wを付番した。台風は始め東進し、その後向きを西に変えながら発達、8日6時には「強い」勢力となった。11日にはベトナムに上陸し、同日9時にはベトナムの北緯19度、東経109度で熱帯低気圧に変わった。

### 台風25号（フンシェン）
201925・26W
11月9日頃にマーシャル諸島近海で形成が始まった低圧部が、10日21時に熱帯低気圧に発達。合同台風警報センター（JTWC）は11日12時（協定世界時11日3時）に熱帯低気圧形成警報（TCFA）を発し、12日0時（協定世界時11日15時）に熱帯低気圧番号26Wを付番した。26Wは同日15時にウェーク島近海の北緯15度25分、東経160度20分で台風となり、アジア名フンシェン（Fengshen）と命名された。15日3時には「非常に強い」勢力に発達し、16日頃に小笠原諸島に接近後、18日3時に北緯25度、東経158度で熱帯低気圧に変わり、同日15時には消滅した。

### 台風26号（カルマエギ）
201926・27W・ラモン
11月8日頃にマリアナ諸島近海で形成が始まった低圧部が、12日3時に熱帯低気圧に発達。合同台風警報センター（JTWC）は12日6時30分（協定世界時11日21時30分）に熱帯低気圧形成警報（TCFA）を発し、13日6時（協定世界時12日21時）に熱帯低気圧番号27Wを付番した。27Wは同日9時にフィリピンの東の北緯12度55分、東経128度50分で台風となり、アジア名カルマエギ（Kalmaegi）と命名された。また、フィリピン大気地球物理天文局（PAGASA）は同日12時（フィリピン標準時13日11時）に、既に監視エリア内に存在していた26号にフィリピン名ラモン（Ramon）と命名した。ゆっくりと北西進し、19日12時には「強い」勢力となった。20日早朝にバシー海峡からルソン島北部に上陸したのち、同日9時に同島の北緯18度、東経122度で熱帯低気圧に変わった。

### 台風27号（フォンウォン）
201927・28W・サラ
11月17日頃にカロリン諸島近海で形成が始まった低圧部が、18日9時に熱帯低気圧に発達。フィリピン大気地球物理天文局（PAGASA）は19日6時にフィリピン名サラ（Sarah）と命名した。合同台風警報センター（JTWC）は同日7時（協定世界時18日22時）に熱帯低気圧形成警報（TCFA）を発し、20日0時（協定世界時19日15時）に熱帯低気圧番号28Wを付番した。28Wは同日9時に北緯16度5分、東経128度10分で台風となり、アジア名フォンウォン（Fung-wong）と命名された。台風は先島諸島に接近し、23日3時に東シナ海（宮古島付近）の北緯25度、東経126度で熱帯低気圧に変わった。

なお、この台風はこの年の11月に発生した5個目の台風であり、11月に台風が5個以上も発生したのは、1991年以来28年ぶりであった。

### 台風28号（カンムリ）
201928・29W・ティソイ
11月24日頃にマーシャル諸島近海で形成が始まった低圧部が、同日21時には熱帯低気圧に発達。合同台風警報センター（JTWC）は25日18時に（協定世界時25日9時）に熱帯低気圧形成警報（TCFA）を発し、26日6時（協定世界時25日21時）に熱帯低気圧番号29Wを付番した。29Wは同日9時にマリアナ諸島の北緯10度20分、東経149度55分で台風となり、アジア名カンムリ（Kammuri）と命名された。台風は発達しながらゆっくりと西進し、監視エリア内への進入が確認された30日6時（フィリピン標準時30日5時）、フィリピン大気地球物理天文局（PAGASA）はフィリピン名ティソイ（Tisoy）と命名された。台風はカテゴリー1の勢力を保っていたが、フィリピン上陸直前の12月2日9時にカテゴリー4の「非常に強い」勢力に発達しピークを迎えた。その後、6日0時に南シナ海の北緯12度、東経113度で熱帯低気圧に変わり、同日15時には消滅した。
なお、この台風の発生で当月6個目となり、11月としては1964年と1991年に並んで過去最多となった。
台風が直撃したルソン島を中心に死者13人以上が出たほか、約6万6000人が避難を余儀なくされた。

### 台風29号（ファンフォン）
201929・30W・ウルスラ
12月19日頃にトラック諸島近海で形成が始まった低圧部が、20日3時に熱帯低気圧に発達。合同台風警報センター（JTWC）は21日15時（協定世界時21日6時）に熱帯低気圧形成警報（TCFA）を発し、22日6時（協定世界時21日21時）に熱帯低気圧番号30Wを付番した。同日9時にはカロリン諸島の北緯8度10分、東経138度10分で台風となり、アジア名ファンフォン（Phanfone）と命名された。フィリピン大気地球物理天文局（PAGASA）は23日6時（フィリピン標準時23日5時）に監視エリア内に進入したとしてフィリピン名ウルスラ（Ursula）と命名した。台風は24日6時には「強い」勢力となり、同日夕方には強い勢力を保ったままフィリピンの東サマル州サルセド付近に上陸し、同地域に大規模な洪水や土砂崩れをもたらした。その後は南シナ海へ抜け、28日15時に北緯15度、東経114度で熱帯低気圧に変わった後、29日15時には消滅した。

## 気象庁が「台風」に分類しなかった熱帯低気圧
熱帯低気圧番号（○○W）は、合同台風警報センター（JTWC）が熱帯低気圧と認めたものに付与し、同機関をはじめ海外の各気象機関で用いられる。フィリピン大気地球物理天文局（PAGASA）がフィリピン名を命名している場合、フィリピン名も併記。また、熱帯低気圧番号がない場合も、気象庁が熱帯低気圧としたものを以下、単に「TD」と示す。

### TD 01W（アマン）
合同台風警報センター（JTWC）は1月4日14時30分（協定世界時4日5時30分）に熱帯低気圧形成警報（TCFA）を発したキリバス近海の低圧部に対して、5日6時（協定世界時4日21時）に熱帯低気圧番号01Wを付番した。JTWCによると、01Wは6日21時（協定世界時6日12時）にマーシャル諸島近海で低圧部に降格した。一方、気象庁は14日頃にカロリン諸島で低圧部が形成し、19日15時にパラオ近海で熱帯低気圧に発達したと解析した。20日0時（フィリピン標準時19日23時）にフィリピン大気地球物理天文局（PAGASA）はフィリピン名アマン（Amang）と命名した。気象庁は、21日21時には24時間以内に台風に発達する可能性があるとして熱帯低気圧情報を発表したが、22日15時に取り消した。01Wは同日21時に天気図から消滅した。

### TD 03W（チェデン）
3月14日の朝にカロリン諸島近海で形成した低圧部が、同日15時に熱帯低気圧に発達。合同台風警報センター（JTWC）は同日19時（協定世界時14日10時）に熱帯低気圧形成警報（TCFA）を発し、15日12時（協定世界時15日3時）に熱帯低気圧番号03Wを付番した。03Wは西進しながらフィリピン大気地球物理天文局（PAGASA）の熱帯低気圧監視エリアに進入し、17日18時（フィリピン標準時17日17時）にフィリピン名チェデン（Chedeng）と命名された。03Wは19日の朝にはフィリピンのミンダナオ島に上陸し、同日15時に低圧部に降格した。

### JMA TD 05
5月4日頃にパラオ近海で形成した低圧部が、7日9時に熱帯低気圧に発達。熱帯低気圧は8日21時に低圧部に降格し、9日21時には低圧部は消滅したが、10日9時に再び熱帯低気圧として発生した。11日15時にはフィリピンの東で再び低圧部に降格した。

### JMA TD 06
5月7日9時にカロリン諸島近海で熱帯低気圧が発生。13日9時に一時低圧部となったが、同日15時に再び熱帯低気圧となった。15日21時にはチューク近海で低圧部に降格した。

### JMA TD 10
6月26日9時に琉球諸島で熱帯低気圧が発生。27日3時に東シナ海で温帯低気圧に変わった。

### TD 04W（エガイ）
6月26日頃にカロリン諸島で形成が始まった低圧部が、27日15時に熱帯低気圧に発達。合同台風警報センター（JTWC）は28日13時30分（協定世界時28日4時30分）に熱帯低気圧形成警報（TCFA）を発し、29日6時（協定世界時28日21時）に熱帯低気圧番号04Wを付番した。30日0時（フィリピン標準時29日23時）に、フィリピン大気地球物理天文局（PAGASA）はフィリピン名エガイ（Egay）と命名した。熱帯低気圧はフィリピンの東の海上を北西に進み、2日9時に台湾で消滅した。

### TD（ゴーリン）
台風5号がフィリピンのルソン島に接近し、台風の一部が熱帯擾乱として分離。7月17日21時にルソン島の西の南シナ海で熱帯低気圧が形成した。合同台風警報センター（JTWC）は18日11時30分（協定世界時18日2時30分）に熱帯低気圧形成警報（TCFA）を発したが、19日11時30分（協定世界時19日2時30分）にはTCFAを取り消した。19日12時（フィリピン標準時19日11時）に、フィリピン大気地球物理天文局（PAGASA）はフィリピン名ゴーリン（Goring）と命名した。熱帯低気圧は北上して台湾付近に接近し、19日21時に消滅した。

### JMA TD 20
8月4日頃に南シナ海で形成が始まった低圧部が、6日18時に熱帯低気圧に発達。熱帯低気圧は8日21時にフィリピンの西海岸沖の南シナ海で消滅した。

### JMA TD 21
8月17日15時に南鳥島近海で熱帯低気圧が発生。19日9時に消滅した。

### JMA TD 22
8月18日頃に南西諸島で形成が始まった低圧部が、19日15時に熱帯低気圧に発達。熱帯低気圧は東シナ海を北上し、21日21時に黄海付近で消滅した。

### JMA TD 28
9月2日3時にフィリピンのルソン島の西の南シナ海で熱帯低気圧が発生。合同台風警報センター（JTWC）は3日6時30分（協定世界時2日21時30分）に熱帯低気圧形成警報（TCFA）を発したが、3日9時には気象庁の天気図から消滅した。JTWCも後にTCFAを取り消した。

### JMA TD 29
9月1日頃にカロリン諸島近海で形成が始まった低圧部が、4日9時にパラオ近海で熱帯低気圧に発達。5日21時には低圧部に降格し、6日21時には低圧部が消滅した。

### TD96W
9月7日9時頃に先島諸島付近で熱帯低気圧が形成した。東シナ海から黄海を北上し、10日21時に消滅した。

### TD（マリリン）
9月8日頃にマリアナ諸島近海で形成が始まった低圧部が、10日15時に熱帯低気圧に発達。11日3時、気象庁は24時間以内に台風に発達するとの見込みで熱帯低気圧情報を発表し、12日にはフィリピン大気地球物理天文局（PAGASA）の監視エリアに進入したため、フィリピン名マリリン（Marilyn）と命名された。合同台風警報センター（JTWC）も13日18時30分（協定世界時13日9時30分）に熱帯形成警報（TCFA）を発したが、同日21時には気象庁が熱帯低気圧情報を取り消し、JTWCもその後TCFAを取り消した。マリリンは14日には低圧部に降格した。

### JMA TD 33
9月15日9時に鳥島東方で発生。やや北西進し、16日3時には北側にあった停滞前線に取り込まれる形で温帯低気圧に変わったが、千葉県など関東沿岸部を中心にまとまった雨となり、千葉県館山市では同日18時までの24時間降水量が135.5mmに達した。

### JMA TD 35
9月17日15時にルソン島のすぐ西の南シナ海で発生、18日9時には消滅した。

### JMA TD 37
9月29日頃にマリアナ諸島近海で形成が始まった低圧部が、西進して10月1日21時にフィリピンの東で熱帯低気圧に発達。3日15時には消滅した。

### JMA TD 41
10月22日9時にフィリピンの東で発生。同日15時には消滅した。

### TD
11月22日21時に南シナ海で発生、23日15時には消滅。台風26号の残骸から発達したものとみられる。

### JMA TD 50
11月27日3時にマリアナ諸島近海で発生。台風28号の北側を北西進し、28日21時には消滅した。

### JMA TD 51
11月25日頃にマーシャル諸島東方で形成が始まった低圧部が、29日15時に熱帯低気圧に発達。合同台風警報センター（JTWC）は12月1日12時（協定世界時1日3時）に熱帯低気圧形成警報（TCFA）を発したが、翌2日には低圧部に降格し、JTWCも同日18時（協定世界時2日9時）にTCFAを取り消した。

## 各台風・熱帯低気圧名

PAGASAの熱帯低気圧監視エリア

順番はアジア名「ダムレイ」が1とされている。また、フィリピン名は熱帯低気圧が監視エリアに入ったとき、フィリピン大気地球物理天文局（PAGASA）が命名するもの。
| 台風       | アジア名 | アジア名  | アジア名     | アジア名                 | アジア名     | フィリピン名 | フィリピン名   |
| 台風       | 順番     | 名称      | 読み         | 意味・由来               | 命名国・地域 | 名称         | 読み           |
| ---------- | -------- | --------- | ------------ | ------------------------ | ------------ | ------------ | -------------- |
| 1号 [36W]  | 34       | Pabuk     | パブーク     | 淡水魚の名前             | ラオス       | -            | -              |
| 2号 [02W]  | 35       | Wutip     | ウーティップ | 蝶                       | マカオ       | Betty        | ベティ         |
| 3号 [ - ]  | 36       | Sepat     | セーパット   | 淡水魚の名前             | マレーシア   | Dodong       | ドドン         |
| 4号 [05W]  | 37       | Mun       | ムーン       | 6月                      | ミクロネシア | -            | -              |
| 5号 [06W]  | 38       | Danas     | ダナス       | 経験すること             | フィリピン   | Falcon       | ファルコン     |
| 6号 [07W]  | 39       | Nari      | ナーリー     | 百合                     | 韓国         | -            | -              |
| 7号 [08W]  | 40       | Wipha     | ウィパー     | 女性の名前               | タイ         | -            | -              |
| 8号 [09W]  | 41       | Francisco | フランシスコ | 男性の名前               | アメリカ     | -            | -              |
| 9号 [10W]  | 42       | Lekima    | レキマー     | 果物の名前               | ベトナム     | Hanna        | ハンナ         |
| 10号 [11W] | 43       | Krosa     | クローサ     | 鶴                       | カンボジア   | -            | -              |
| 11号 [12W] | 44       | Bailu     | バイルー     | 白鹿                     | 中国         | Ineng        | イネン         |
| 12号 [13W] | 45       | Podul     | ポードル     | やなぎ                   | 北朝鮮       | Jenny        | ジェニー       |
| 13号 [15W] | 46       | Lingling  | レンレン     | 少女の名前               | 香港         | Liwayway     | リウェイウェイ |
| 14号 [16W] | 47       | Kajiki    | カジキ       | かじき座                 | 日本         | Kabayan      | カバヤン       |
| 15号 [14W] | 48       | Faxai     | ファクサイ   | 女性の名前               | ラオス       | -            | -              |
| 16号 [17W] | 49       | Peipah    | ペイパー     | 魚の名前                 | マカオ       | -            | -              |
| 17号 [18W] | 50       | Tapah     | ターファー   | なまず                   | マレーシア   | Nimfa        | ニンファ       |
| 18号 [19W] | 51       | Mitag     | ミートク     | 女性の名前               | ミクロネシア | Onyok        | オニョク       |
| 19号 [20W] | 52       | Hagibis   | ハギビス     | すばやい                 | フィリピン   | -            | -              |
| 20号 [21W] | 53       | Neoguri   | ノグリー     | タヌキ                   | 韓国         | Perla        | パーラ         |
| 21号 [22W] | 54       | Bualoi    | ブアローイ   | 菓子の名前               | タイ         | -            | -              |
| 22号 [23W] | 55       | Matmo     | マットゥモ   | 大雨                     | アメリカ     | -            | -              |
| 23号 [24W] | 56       | Halong    | ハーロン     | 湾の名前                 | ベトナム     | -            | -              |
| 24号 [25W] | 57       | Nakri     | ナクリー     | 花の名前                 | カンボジア   | Quiel        | キエル         |
| 25号 [26W] | 58       | Fengshen  | フンシェン   | 風神                     | 中国         | -            | -              |
| 26号 [27W] | 59       | Kalmaegi  | カルマエギ   | かもめ                   | 北朝鮮       | Ramon        | ラモン         |
| 27号 [28W] | 60       | Fung-wong | フォンウォン | 山の名前（フェニックス） | 香港         | Sarah        | サラ           |
| 28号 [29W] | 61       | Kammuri   | カンムリ     | かんむり座、冠           | 日本         | Tisoy        | ティソイ       |
| 29号 [30W] | 62       | Phanfone  | ファンフォン | 動物                     | ラオス       | Ursula       | ウルスラ       |

| 熱帯低気圧 | フィリピン名 | フィリピン名 |
| 熱帯低気圧 | 名称         | 読み         |
| ---------- | ------------ | ------------ |
| 01W        | Amang        | アマン       |
| 03W        | Chedeng      | チェデン     |
| 04W        | Egay         | エガイ       |
| TD         | Goring       | ゴーリン     |
| TD         | Marilyn      | マリリン     |

## 各熱帯低気圧の影響
| 台風・ 熱帯低気圧                   | 期間                     | 大きさ・ 強さ    | 階級 | 最大風速     | 最低気圧 | 影響地域                                                                   | 被害額   | 死者数(人) | 出典 |
| ----------------------------------- | ------------------------ | ---------------- | ---- | ------------ | -------- | -------------------------------------------------------------------------- | -------- | ---------- | ---- |
| 台風1号 [36W] (Pabuk)               | 2018年12月31日〜1月4日   | -                | TS   | 23m/s(45kt)  | 996hPa   | ナトゥナ諸島、越南、マレーシア、タイ、ミャンマー、アンダマン諸島           | $1.57億  | 10         | 図表 |
| 台風1号 [36W] (Pabuk)               | 2018年12月31日〜1月4日   | -                | TS   | 50kt         | 985hPa   | ナトゥナ諸島、越南、マレーシア、タイ、ミャンマー、アンダマン諸島           | $1.57億  | 10         | 図表 |
| 01W (Amang)                         | 1月5日〜6日・19日〜22日  | -                | TD   | 15m/s(30kt)  | 1004hPa  | キリバス、マーシャル諸島、カロリン諸島、パラオ、フィリピン                 | $604万   | 10         | -    |
| 01W (Amang)                         | 1月5日〜6日・19日〜22日  | -                | TD   | 30kt         | 1002hPa  | キリバス、マーシャル諸島、カロリン諸島、パラオ、フィリピン                 | $604万   | 10         | -    |
| 台風2号 [02W] (Wutip, Betty)        | 2月18日〜3月2日          | 猛烈な           | TY   | 55m/s(105kt) | 920hPa   | カロリン諸島、マリアナ諸島（グアム）                                       | $330万   | -          | 図表 |
| 台風2号 [02W] (Wutip, Betty)        | 2月18日〜3月2日          | 猛烈な           | STY  | 145kt        | 895hPa   | カロリン諸島、マリアナ諸島（グアム）                                       | $330万   | -          | 図表 |
| 03W (Chedeng)                       | 3月14日〜19日            | -                | TD   | 不明         | 1006hPa  | カロリン諸島、パラオ、フィリピン                                           | $2.3万   | -          | -    |
| 03W (Chedeng)                       | 3月14日〜19日            | -                | TS   | 35kt         | 1001hPa  | カロリン諸島、パラオ、フィリピン                                           | $2.3万   | -          | -    |
| TD                                  | 5月7日〜8日・10日〜11日  | -                | TD   | 不明         | 1004hPa  | ヤップ島、パラオ                                                           | -        | -          | -    |
| TD                                  | 5月7日〜13日・13日〜15日 | -                | TD   | 不明         | 1004hPa  | カロリン諸島                                                               | -        | -          | -    |
| 台風3号 (Sepat, Dodong)             | 6月24日〜28日            | -                | TS   | 20m/s(40kt)  | 994hPa   | カロリン諸島、ヤップ島、日本                                               | -        | -          | 図表 |
| TD                                  | 6月26日〜27日            | -                | TD   | 不明         | 1000hPa  | 日本                                                                       | -        | -          | -    |
| 04W (Egay)                          | 6月27日〜7月2日          | -                | TD   | 不明         | 1000hPa  | ヤップ島、パラオ、フィリピン、台湾                                         | -        | -          | -    |
| 04W (Egay)                          | 6月27日〜7月2日          | -                | TS   | 35kt         | 998hPa   | ヤップ島、パラオ、フィリピン、台湾                                         | -        | -          | -    |
| 台風4号 [05W] (Mun)                 | 7月2日〜5日              | 大型             | TS   | 18m/s(35kt)  | 992hPa   | 西沙諸島、中国（海南島、華南）、越南、ラオス                               | $24万    | 2          | 図表 |
| 台風4号 [05W] (Mun)                 | 7月2日〜5日              | 大型             | TS   | 35kt         | 992hPa   | 西沙諸島、中国（海南島、華南）、越南、ラオス                               | $24万    | 2          | 図表 |
| 台風5号 [06W] (Danas, Falcon)       | 7月14日〜21日            | 大型             | TS   | 23m/s(45kt)  | 985hPa   | ヤップ島、フィリピン、台湾、日本、中国（華東）、朝鮮半島                   | $642万   | 6          | 図表 |
| 台風5号 [06W] (Danas, Falcon)       | 7月14日〜21日            | 大型             | TS   | 45kt         | 984hPa   | ヤップ島、フィリピン、台湾、日本、中国（華東）、朝鮮半島                   | $642万   | 6          | 図表 |
| TD (Goring)                         | 7月17日〜19日            | -                | TD   | 不明         | 996hPa   | フィリピン、台湾、日本（先島諸島）                                         | -        | -          | -    |
| 台風6号 [07W] (Nari)                | 7月24日〜28日            | -                | TS   | 18m/s(35kt)  | 998hPa   | 日本                                                                       | -        | -          | 図表 |
| 台風6号 [07W] (Nari)                | 7月24日〜28日            | -                | TS   | 35kt         | 991hPa   | 日本                                                                       | -        | -          | 図表 |
| 台風7号 [08W] (Wipha)               | 7月30日〜8月4日          | -                | TS   | 23m/s(45kt)  | 985hPa   | 西沙諸島、中国（海南島、華南）、越南、ラオス                               | $4430万  | 27         | 図表 |
| 台風7号 [08W] (Wipha)               | 7月30日〜8月4日          | -                | TS   | 55kt         | 983hPa   | 西沙諸島、中国（海南島、華南）、越南、ラオス                               | $4430万  | 27         | 図表 |
| 台風8号 [09W] (Francisco)           | 8月1日〜7日              | 強い             | TY   | 35m/s(70kt)  | 970hPa   | 日本、朝鮮半島                                                             | -        | 1          | 図表 |
| 台風8号 [09W] (Francisco)           | 8月1日〜7日              | 強い             | TY   | 80kt         | 966hPa   | 日本、朝鮮半島                                                             | -        | 1          | 図表 |
| 台風9号 [10W] (Lekima, Hanna)       | 8月3日〜15日             | 大型・猛烈な     | TY   | 55m/s(105kt) | 925hPa   | フィリピン、台湾、日本（南西諸島）、中国（華東、華北）                     | $92.8億  | 90         | 図表 |
| 台風9号 [10W] (Lekima, Hanna)       | 8月3日〜15日             | 大型・猛烈な     | STY  | 135kt        | 904hPa   | フィリピン、台湾、日本（南西諸島）、中国（華東、華北）                     | $92.8億  | 90         | 図表 |
| 台風10号 [11W] (Krosa)              | 8月5日〜16日             | 超大型・強い     | TY   | 40m/s(75kt)  | 965hPa   | マリアナ諸島、日本、朝鮮半島、極東ロシア                                   | $2050万  | 3          | 図表 |
| 台風10号 [11W] (Krosa)              | 8月5日〜16日             | 超大型・強い     | TY   | 100kt        | 945hPa   | マリアナ諸島、日本、朝鮮半島、極東ロシア                                   | $2050万  | 3          | 図表 |
| TD                                  | 8月6日〜8日              | -                | TD   | 不明         | 994hPa   | フィリピン                                                                 | -        | -          | -    |
| TD                                  | 8月17日〜19日            | -                | TD   | 不明         | 1006hPa  | -                                                                          | -        | -          | -    |
| TD                                  | 8月19日〜21日            | -                | TD   | 不明         | 1004hPa  | 日本（南西諸島）、台湾、中国（華東）                                       | -        | -          | -    |
| 台風11号 [12W] (Bailu, Ineng)       | 8月20日〜26日            | 大型             | STS  | 25m/s(50kt)  | 985hPa   | フィリピン、台湾、中国（華南）                                             | $2820万  | 3          | 図表 |
| 台風11号 [12W] (Bailu, Ineng)       | 8月20日〜26日            | 大型             | TS   | 60kt         | 979hPa   | フィリピン、台湾、中国（華南）                                             | $2820万  | 3          | 図表 |
| 台風12号 [13W] (Podul, Jenny)       | 8月25日〜31日            | 大型             | TS   | 20m/s(40kt)  | 992hPa   | ヤップ島、フィリピン、中国（海南島、華南）、越南、ラオス、タイ、カンボジア | $243万   | 15         | 図表 |
| 台風12号 [13W] (Podul, Jenny)       | 8月25日〜31日            | 大型             | TS   | 40kt         | 993hPa   | ヤップ島、フィリピン、中国（海南島、華南）、越南、ラオス、タイ、カンボジア | $243万   | 15         | 図表 |
| 台風14号 [16W] (Kajiki, Kabayan)    | 8月30日〜9月6日          | 大型             | TS   | 18m/s(35kt)  | 996hPa   | フィリピン、中国（海南島、華南）、越南、ラオス                             | $1290万  | 6          | 図表 |
| 台風14号 [16W] (Kajiki, Kabayan)    | 8月30日〜9月6日          | 大型             | TS   | 35kt         | 993hPa   | フィリピン、中国（海南島、華南）、越南、ラオス                             | $1290万  | 6          | 図表 |
| 台風13号 [15W] (Lingling, Liwayway) | 8月31日〜9月8日          | 非常に強い       | TY   | 50m/s(95kt)  | 940hPa   | パラオ、フィリピン、日本、朝鮮半島、中国東北部、極東ロシア                 | $2.36億  | 8          | 図表 |
| 台風13号 [15W] (Lingling, Liwayway) | 8月31日〜9月8日          | 非常に強い       | TY   | 120kt        | 928hPa   | パラオ、フィリピン、日本、朝鮮半島、中国東北部、極東ロシア                 | $2.36億  | 8          | 図表 |
| 台風15号 [14W] (Faxai)              | 9月2日〜9月10日          | 非常に強い       | TY   | 45m/s(85kt)  | 955hPa   | ウェーク島、日本                                                           | $81.2億  | 3          | 図表 |
| 台風15号 [14W] (Faxai)              | 9月2日〜9月10日          | 非常に強い       | TY   | 115kt        | 940hPa   | ウェーク島、日本                                                           | $81.2億  | 3          | 図表 |
| TD                                  | 9月2日〜3日              | -                | TD   | 不明         | 998hPa   | フィリピン                                                                 | -        | -          | -    |
| TD                                  | 9月4日〜5日              | -                | TD   | 不明         | 1006hPa  | カロリン諸島                                                               | -        | -          | -    |
| TD                                  | 9月7日〜10日             | -                | TD   | 不明         | 1002hPa  | 日本（南西諸島）、朝鮮半島                                                 | -        | -          | -    |
| TD (Marilyn)                        | 9月10日〜14日            | -                | TD   | 15m/s(30kt)  | 996hPa   | -                                                                          | -        | -          | -    |
| 台風16号 [17W] (Peipah)             | 9月13日〜17日            | -                | TS   | 18m/s(35kt)  | 1000hPa  | マリアナ諸島、日本（小笠原諸島）                                           | -        | -          | 図表 |
| 台風16号 [17W] (Peipah)             | 9月13日〜17日            | -                | TS   | 35kt         | 999hPa   | マリアナ諸島、日本（小笠原諸島）                                           | -        | -          | 図表 |
| TD                                  | 9月15日〜16日            | -                | TD   | 不明         | 996hPa   | 日本                                                                       | -        | -          | -    |
| 台風17号 [18W] (Tapah, Nimfa)       | 9月17日〜23日            | 大型・強い       | TY   | 35m/s(65kt)  | 970hPa   | 日本、台湾、華東、韓国                                                     | $790万   | 3          | 図表 |
| 台風17号 [18W] (Tapah, Nimfa)       | 9月17日〜23日            | 大型・強い       | TY   | 65kt         | 967hPa   | 日本、台湾、華東、韓国                                                     | $790万   | 3          | 図表 |
| TD                                  | 9月17日〜18日            | -                | TD   | 不明         | 1004hPa  | フィリピン                                                                 | -        | -          | -    |
| 台風18号 [19W] (Mitag, Onyok)       | 9月25日〜10月3日         | 大型・強い       | TY   | 40m/s(75kt)  | 965hPa   | マリアナ諸島、台湾、日本、華東、韓国                                       | >$8.16億 | 22         | 図表 |
| 台風18号 [19W] (Mitag, Onyok)       | 9月25日〜10月3日         | 大型・強い       | TY   | 90kt         | 961hPa   | マリアナ諸島、台湾、日本、華東、韓国                                       | >$8.16億 | 22         | 図表 |
| TD                                  | 10月1日〜3日             | -                | TD   | 不明         | 1008hPa  | フィリピン                                                                 | -        | -          | -    |
| 台風19号 [20W] (Hagibis)            | 10月5日〜13日            | 大型・猛烈な     | TY   | 55m/s(105kt) | 915hPa   | マリアナ諸島、日本、極東ロシア、アリューシャン列島、アラスカ               | >$150億  | 98         | 図表 |
| 台風19号 [20W] (Hagibis)            | 10月5日〜13日            | 大型・猛烈な     | STY  | 160kt        | 890hPa   | マリアナ諸島、日本、極東ロシア、アリューシャン列島、アラスカ               | >$150億  | 98         | 図表 |
| 台風20号 [21W] (Neoguri, Perla)     | 10月16日〜21日           | 強い             | TY   | 40m/s(75kt)  | 970hPa   | 日本                                                                       | -        | -          | 図表 |
| 台風20号 [21W] (Neoguri, Perla)     | 10月16日〜21日           | 強い             | TY   | 95kt         | 964hPa   | 日本                                                                       | -        | -          | 図表 |
| 台風21号 [22W] (Bualoi)             | 10月18日〜25日           | 非常に強い       | TY   | 50m/s(100kt) | 935hPa   | カロリン諸島、マリアナ諸島、日本（小笠原諸島）                             | -        | -          | 図表 |
| 台風21号 [22W] (Bualoi)             | 10月18日〜25日           | 非常に強い       | STY  | 140kt        | 922hPa   | カロリン諸島、マリアナ諸島、日本（小笠原諸島）                             | -        | -          | 図表 |
| TD                                  | 10月22日                 | -                | TD   | 不明         | 1006hPa  | -                                                                          | -        | -          | -    |
| 台風22号 [23W] (Matmo)              | 10月28日〜11月2日        | -                | STS  | 25m/s(50kt)  | 992hPa   | フィリピン、越南、カンボジア、ラオス、タイ                                 | $1.65億  | -          | 図表 |
| 台風22号 [23W] (Matmo)              | 10月28日〜11月2日        | -                | TS   | 55kt         | 990hPa   | フィリピン、越南、カンボジア、ラオス、タイ                                 | $1.65億  | -          | 図表 |
| 台風23号 [24W] (Halong)             | 11月2日〜9日             | 猛烈な           | TY   | 60m/s(115kt) | 905hPa   | -                                                                          | -        | -          | 図表 |
| 台風23号 [24W] (Halong)             | 11月2日〜9日             | 猛烈な           | STY  | 165kt        | 888hPa   | -                                                                          | -        | -          | 図表 |
| 台風24号 [25W] (Nakri, Queil)       | 11月4日〜12日            | 強い             | TY   | 35m/s(65kt)  | 975hPa   | フィリピン、越南、カンボジア                                               | >$4000万 | 24         | 図表 |
| 台風24号 [25W] (Nakri, Queil)       | 11月4日〜12日            | 強い             | TY   | 65kt         | 982hPa   | フィリピン、越南、カンボジア                                               | >$4000万 | 24         | 図表 |
| 台風25号 [26W] (Fengshen)           | 11月10日〜18日           | 非常に強い       | TY   | 45m/s(85kt)  | 965hPa   | マーシャル諸島、マリアナ諸島                                               | -        | -          | 図表 |
| 台風25号 [26W] (Fengshen)           | 11月10日〜18日           | 非常に強い       | TY   | 115kt        | 946hPa   | マーシャル諸島、マリアナ諸島                                               | -        | -          | 図表 |
| 台風26号 [27W] (Kalmaegi, Ramon)    | 11月12日〜11月22日       | 強い             | TY   | 35m/s(70kt)  | 975hPa   | フィリピン、台湾                                                           | $1240万  | -          | 図表 |
| 台風26号 [27W] (Kalmaegi, Ramon)    | 11月12日〜11月22日       | 強い             | TY   | 90kt         | 963hPa   | フィリピン、台湾                                                           | $1240万  | -          | 図表 |
| 台風27号 [28W] (Fung-wong, Sarah)   | 11月18日〜11月24日       | -                | STS  | 30m/s(55kt)  | 990hPa   | フィリピン、日本（南西諸島）                                               | -        | -          | 図表 |
| 台風27号 [28W] (Fung-wong, Sarah)   | 11月18日〜11月24日       | -                | TY   | 65kt         | 988hPa   | フィリピン、日本（南西諸島）                                               | -        | -          | 図表 |
| TD                                  | 11月22日〜23日           | -                | TD   | 不明         | 1010hPa  | -                                                                          | -        | -          | -    |
| 台風28号 [29W] (Kammuri, Ramon)     | 11月24日〜12月6日        | 大型・非常に強い | TY   | 45m/s(90kt)  | 950hpa   | カロリン諸島、マリアナ諸島、フィリピン                                     | $1.16億  | 12         | 図表 |
| 台風28号 [29W] (Kammuri, Ramon)     | 11月24日〜12月6日        | 大型・非常に強い | TY   | 120kt        | 938hPa   | カロリン諸島、マリアナ諸島、フィリピン                                     | $1.16億  | 12         | 図表 |
| TD                                  | 11月27日〜28日           | -                | TD   | 不明         | 1002hPa  | マリアナ諸島                                                               | -        | -          | -    |
| TD                                  | 11月29日〜12月2日        | -                | TD   | 不明         | 1002hPa  | カロリン諸島                                                               | -        | -          | -    |
| 台風29号 [30W] (Phanfone, Ursula)   | 12月20日〜29日           | 強い             | TY   | 40m/s(80kt)  | 970hpa   | カロリン諸島、フィリピン                                                   | $6721万  | 50         | 図表 |
| 台風29号 [30W] (Phanfone, Ursula)   | 12月20日〜29日           | 強い             | TY   | 105kt        | 958hPa   | カロリン諸島、フィリピン                                                   | $6721万  | 50         | 図表 |
| 計50個                              | 2018年12月31日〜12月29日 | -                | -    | 60m/s(115kt) | 905hPa   | -                                                                          | $341億   | 388        | -    |
| 計50個                              | 2018年12月31日〜12月29日 | -                | -    | 165kt        | 888hPa   | -                                                                          | $341億   | 388        | -    |

- 「期間」は熱帯低気圧として存命した期間を表す。台風が熱帯低気圧に変わった場合、熱低化から消滅までの期間も含む。
- 「階級」「最大風速」「最低気圧」は、それぞれ上段が気象庁、下段がJTWCの解析によるデータである。ただし、JTWCのデータがない場合、気象庁のデータのみを表示している。
- 「階級」について、上段は気象庁が示す国際分類で、最大風速（10分間平均）によってTD=トロピカル・デプレッション、TS=トロピカル・ストーム、STS=シビア・トロピカル・ストーム、TY=タイフーンに分類される。下段のJTWCの分類は、TS=トロピカル・ストーム、TY=タイフーン、STY=スーパータイフーンで、最大風速（1分間平均）によって分類される。
- 「出典」の図表はそれぞれ気象庁HPで公開されている台風の経路図及び位置表のリンクである。
- 台風13・14号・15号は順番が入れ替わっているが、気象庁が熱帯低気圧として解析した日時の順に示している。
- 台風22号は11月2日に熱帯低気圧の勢力で東経100度経線を越えて気象庁の観測対象域外に達し、サイクロンとして台風であった時の勢力よりも強い最低気圧980hPaに発達したが、本記事の定義に従い越境前までの情報のみ記載してある。